# Vinter-OL 1944
Vinter-OL 1944 blev aflyst pga 2. verdenskrig. Legene ville officielt have heddet De V olympiske vinterlege (grundet aflysningen af Vinter-OL 1940).
Legene skulle have været afholdt i 1944 i Cortina d'Ampezzo, Italien. Den italienske by havde i juni 1939 vundet retten til at afholde legene, men grundet udbruddet af 2. verdenskrig blev legene aflyst. Cortina d'Ampezzo afholdt senere Vinter-OL 1956.